# Hazelyn Francis
Hazelyn Francis (sinh năm 1939) là cựu chính trị gia, giáo viên, lãnh đạo công đoàn từ Antigua và Barbuda, Phó Chủ tịch và Chủ tịch Thượng viện tại Antigua và Barbuda từ năm 2005 đến 2014.
Francis từng là chủ tịch của Liên minh giáo viên Antigua và Barbuda từ năm 1995 đến 1998. Vào ngày 27 tháng 3 năm 2004, bà được bổ nhiệm vào Thượng viện. Bà từng là Phó Chủ tịch Thượng viện năm 2004-05, và được bầu làm Chủ tịch Thượng viện vào ngày 7 tháng 1 năm 2005.
Vào ngày 28 tháng 10 năm 2005, bà đã bị tấn công dữ dội, bị cướp và bị hãm hiếp tại nhà, và phải nhập viện trong thời gian ngắn. Vụ việc nhằm tăng cường tranh luận xung quanh mức độ tội phạm cao và thúc đẩy rà soát các hoạt động dàn xếp an ninh cho các quan chức chính phủ.